# Лазури (Дамбовица)
Лазури (рум. Lazuri) насеље је у Румунији у округу Дамбовица у општини Комишани. Oпштина се налази на надморској висини од 236 m.

## Становништво
Према подацима из 2002. године у насељу је живело 1930 становника, од којих су сви румунске националности.